# 1150-talet

## Händelser
- Ghuriderna besegrar fullständigt ghaznaviderna och lägger under sig hela Afghanistan.

## Födda
- 1151 – Sverre Sigurdsson, kung av Norge.
- 1155 – Gregorius IX, påve.
- 1156 – Magnus Erlingsson, kung av Norge.
- 8 september 1157 – Rikard I Lejonhjärta, kung av England.

## Avlidna
- 3 december 1154 – Anastasius IV, påve.
- 10 juni 1155 – Sigurd Munn, kung av Norge.
- 25 december 1156 – Sverker den äldre, kung av Sverige.
- 9 augusti 1157 – Knut V, kung av Danmark.
- 21 augusti 1157 – Öystein Haraldsson, kung av Norge.
- 23 oktober 1157 – Sven Grate, kung av Danmark.
- 1 september 1159 – Hadrianus IV, påve.